# インキタトゥス

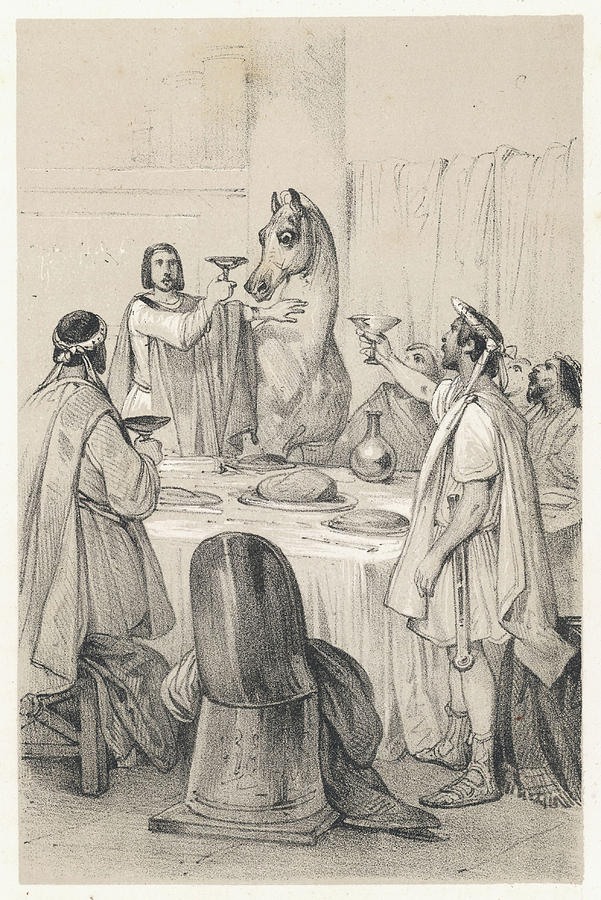
19世紀後半にフランスの画家ヴィクトール・アダムによって描かれたカリグラとインキタトゥス

インキタトゥス（より原音に忠実なカナ表記はインキタートゥス、Incitatus, 紀元1世紀頃）は、ローマ帝国第3代皇帝カリグラが寵愛した馬。カリグラはこの馬にローマ元老院議員の職を与えている。馬名はラテン語の形容詞で「早い」を意味する。スエトニウスの『ローマ皇帝伝』、カッシウス・ディオの『ローマ史』などがこの馬について言及している。カリグラの馬鹿げた行いの1つとしてしばし紹介されるが、インキタトゥスにまつわる話の多くは、カリグラの他の異業と共に死後誇張されたと考えられる。
カリグラは大の競馬・馬好きで、贔屓の馬インキタトゥスに贅沢な暮らしをさせた。馬具には宝石をちりばめ、紫色の寝具、飼い葉桶には金箔を混ぜたエン麦が入っており、さらに大理石の大邸宅を建造し、18人の召使まで与えたという。時にはこの馬の名前で高官を招待することもあった。39年にはナポリ湾上に船を並べた橋を築かせ、アレクサンドロス3世の胸当てを身につけた上でインキタトゥスに騎乗し、2マイルほど疾走した。人語を解し、カリグラはいつか執政官にすることをこの馬と約束していたと伝えられる。